# Marlène Jobert
Marlène Jobert (Algiers, 4 november 1940) is een Franse actrice en schrijfster. Ze heeft een twintigjarige carrière van dertig langspeelfilms achter de rug, bijna uitsluitend dramafilms, komische films en misdaadfilms. Ze genoot vooral bekendheid in de jaren zeventig, haar meest productieve periode. Ze is de moeder van actrice Eva Green.

## Leven en werk

### Afkomst en opleiding
Marlène Jobert werd in 1943 in een pied-noirfamilie geboren als de dochter van Eliane Azulay en van de militair Charles Jobert. Enkele jaren later verliet het gezin de toenmalige Franse kolonie Algerije en vestigde zich in Dijon. De jonge Jobert volgde eerst acteer- en tekenles aan het conservatorium van Dijon. Vervolgens ging ze in Parijs kunst en drama studeren aan de École nationale supérieure des arts et techniques du théâtre en aan het Conservatoire. Ze verdiende haar eerste centen als fotomodel.

### Jaren zestig: de doorbraak
Ze had in 1962-1963 al meegespeeld in enkele toneelstukken, waaronder Des clowns par milliers aan de zijde van Yves Montand, toen ze ontdekt werd in het drama Masculin, féminin (Jean-Luc Godard, 1966), haar opmerkelijk filmdebuut. Ze deelde de affiche met Jean-Pierre Léaud en met de eveneens debuterende Chantal Goya. Haar volgende film, de komedie Le Voleur (naast Jean-Paul Belmondo), bevestigde haar talent. Ze brak door met haar vertolkingen in twee opeenvolgende successen: de komedies Alexandre le bienheureux (naast Philippe Noiret) en Faut pas prendre les enfants du bon Dieu pour des canards sauvages, het regiedebuut van scenarist Michel Audiard (naast Bernard Blier). Het publiek viel voor haar charme die ze te danken had aan haar natuurlijke manier van acteren, haar jeugdig voorkomen en haar sproeten (die haar handelsmerk werden).

### Jaren zeventig: de topperiode
De jaren zeventig vormden haar meest vruchtbare periode. Topjaar was 1970 toen ze met de heel succesrijke politiefilms Le Passager de la pluie (naast Charles Bronson) en Dernier Domicile connu (naast Lino Ventura) nog meer bijval kreeg. In die jaren speelde ze verder stevige hoofdrollen onder regie van vaste waarden zoals Philippe de Broca, Claude Chabrol, Robert Enrico, Claude Goretta en Claude Lelouch. Vermeldenswaardig waren ook nog het drama Nous ne vieillirons pas ensemble (1972), waarin ze de steeds meer afstand nemende minnares van Jean Yanne vertolkte en de misdaadfilm Folle à tuer (1975), waarin ze een fragiele getraumatiseerde gouvernante speelde die samen met het haar toevertrouwde kind ontvoerd werd.
Jobert sloot de jaren zeventig krachtig af met haar vertolking van een politie-inspectrice in de succesrijke misdaadfilm La Guerre des polices (1979).

### Bescheiden jaren tachtig en negentig
Vanaf de jaren tachtig werden haar filmrollen sporadischer. Gedurende enkele jaren (1985-1988) had ze een zangcarrière. Haar belangrijkste succes was het album Tout pour se plaire dat ze in 1986 uitbracht. Ze nam afscheid van het grote scherm met Les cigognes n'en font qu'à leur tête (1989), een komedie over de adoptieproblematiek. 
In de jaren negentig was ze nog af en toe te zien in enkele televisieseries en -films. Haar laatste memorabele rol dateert van 1995 in de serie Avocat d'office.

### Schrijfster
Na haar carrière als actrice heeft Jobert verhalen voor kinderen opgenomen en eveneens boeken ter bevordering van de klassieke muziek (Bach, Mozart, Beethoven, Chopin ...). In 2014 verscheen haar autobiografie Les baisers du soleil. De titel van deze memoires verwijst naar haar fameuze sproeten.

## Filmografie (cinema)
- 1966 - Masculin, féminin (Jean-Luc Godard)
- 1966 - Martin Soldat (Michel Deville)
- 1967 - Alexandre le bienheureux (Yves Robert)
- 1967 - Le Voleur (Louis Malle)
- 1968 - Faut pas prendre les enfants du bon Dieu pour des canards sauvages (Michel Audiard)
- 1968 - L'Astragale (Guy Casaril)
- 1970 - Dernier Domicile connu (José Giovanni)
- 1970 - Le Passager de la pluie (René Clément)
- 1971 - To Catch a Spy (Dick Clement)
- 1971 - Les Mariés de l'an II (Jean-Paul Rappeneau)
- 1971 - La Poudre d'escampette (Philippe de Broca)
- 1971 - La Décade prodigieuse (Claude Chabrol)
- 1972 - Nous ne vieillirons pas ensemble (Maurice Pialat)
- 1973 - Juliette et Juliette (Remo Forlani)
- 1974 - Pas si méchant que ça (Claude Goretta)
- 1974 - Le Secret (Robert Enrico)
- 1975 - Folle à tuer (Yves Boisset)
- 1976 - Le Bon et les Méchants (Claude Lelouch)
- 1977 - Julie pot de colle (Philippe de Broca)
- 1977 - L'Imprécateur (Jean-Louis Bertuccelli)
- 1978 - Va voir maman, papa travaille (François Leterrier)
- 1979 - Il Giocattolo (Giuliano Montaldo)
- 1979 - Grandison (Achim Kurz)
- 1979 - La Guerre des polices (Robin Davis)
- 1981 - Une sale affaire (Alain Bonnot)
- 1981 - L'Amour nu (Yannick Bellon)
- 1983 - Effraction (Daniel Duval)
- 1984 - Les Cavaliers de l'orage (Gérard Vergez)
- 1984 - Souvenirs, souvenirs (Ariel Zeitoun)
- 1989 - Les cigognes n'en font qu'à leur tête (Didier Kaminka)

## Boeken
- Marlène Jobert: Les baisers du soleil, Plon, 2014

## Prijzen
- 1970 - Le Passager de la pluie : de David Speciale (Premi David di Donatello)
- 2007 - César d'honneur
- 2014 - commandeur in de Orde van Kunsten en Letteren

- Bibsys: 8009917
- Biblioteca Nacional de España: XX1549128
- Bibliothèque nationale de France: cb12078655r (data)
- Gemeinsame Normdatei: 173041019
- International Standard Name Identifier: 0000 0000 8150 5692
- Library of Congress Control Number: no95024392
- MusicBrainz: d4b885de-7fcc-45d9-9709-f9561980bff7
- Nationale Bibliotheek van Tsjechië: mzk2006323955
- Nationale Bibliotheek van Israël: 987007452585405171
- Nationale Bibliotheek van Polen: a0000002836569
- Nederlandse Thesaurus van Auteursnamen: 099866889
- Système universitaire de documentation: 029087872
- Virtual International Authority File: 70973446
- WorldCat: E39PBJcWvyvcYV4j4xQpqcxMT3